# Борисово (Оковецкое сельское поселение)
Борисово — деревня в Селижаровском муниципальном округе Тверской области, до 2020 года входила в состав Оковецкого сельского поселения.

## География
Деревня расположена в 23 км на юго-восток от посёлка Селижарово.

## История
В конце XIX — начале XX века деревня являлась центром Борисовской волости Осташковского уезда Тверской губернии. 
С 1929 года деревня являлась центром  Борисовского сельсовета Селижаровского района Ржевского округа Западной области, с 1935 года — в составе Калининской области, с 1994 года — в составе Ольховского сельского округа, с 2005 года — в составе Оковецкого сельского поселения, с 2020 года — в составе Селижаровского муниципального округа.

## Население
| 1859 | 1889 | 2002 | 2010 |
| ---- | ---- | ---- | ---- |
| 215  | ↗322 | ↘33  | ↘24  |